# Italia Libera Roma
L'Italia Libera Roma, nota semplicemente come Italia Libera, è stata una società calcistica italiana con sede a Roma.

## Storia
L'Italia Libera Roma è stata una squadra romana fondata nel 1944 dai dirigenti dell'Avia e da alcuni elementi dei disciolti Vigili del Fuoco acquisendo da esse il titolo per competere nel campionato romano di Divisione Nazionale. Nel campionato romano di Divisione Nazionale 1944-1945 giunse al secondo posto, anche se a pari merito con la Lazio e dietro soltanto alla Roma, qualificandosi alla fase interregionale (che però non si disputò per problemi organizzativi). Nell'annata successiva ha militato in Serie C chiudendo solo un punto dietro all'Alba Ala sfiorando di conseguenza l'accesso in Serie B. A fine stagione, dopo il fallimento dei progetti di fusione prima con l'Alba Ala e il Trastevere, poi con il C.S. Trionfale Roma, la società rinunciò al campionato di Serie C e si sciolse chiudendo così la sua breve storia.

## Palmarès

### Altri piazzamenti
- Serie C:

Secondo posto: 1945-1946 (girone C)
- Campionato romano di guerra:

Secondo posto: 1944-1945